# The Unquestionable Truth (Part 1)
The Unquestionable Truth (Part 1) je EP kapely Limp Bizkit.
EP The Unquestionable Truth (Part 1) zamýšleli Limp Bizkit vytvořit koncepční dílo, čítající dvě až tři pokračování.
Album vyšlo v původní sestavě – tedy s Fredem Durstem za mikrofonem, Wesem Borlandem na elektrickou kytarou, Johnem Ottem za bicí soupravou, Samem Riversem na basovou kytaru a DJ Lethalem za mixážním pultem.
Po tomto CD kapelu znovu upouští Wes Borland a samotná deska se na hitparádách příliš dobře neumisťovala. I tak se toto EP prodalo po světě více než 1 milion.

## Skladby
1. The Propaganda 5:16
2. The Truth 5:28
3. The Priest 4:56
4. The Key 1:24
5. The Channel 4:41
6. The Story 3:56
7. The Surrender 6:26